# Clunia

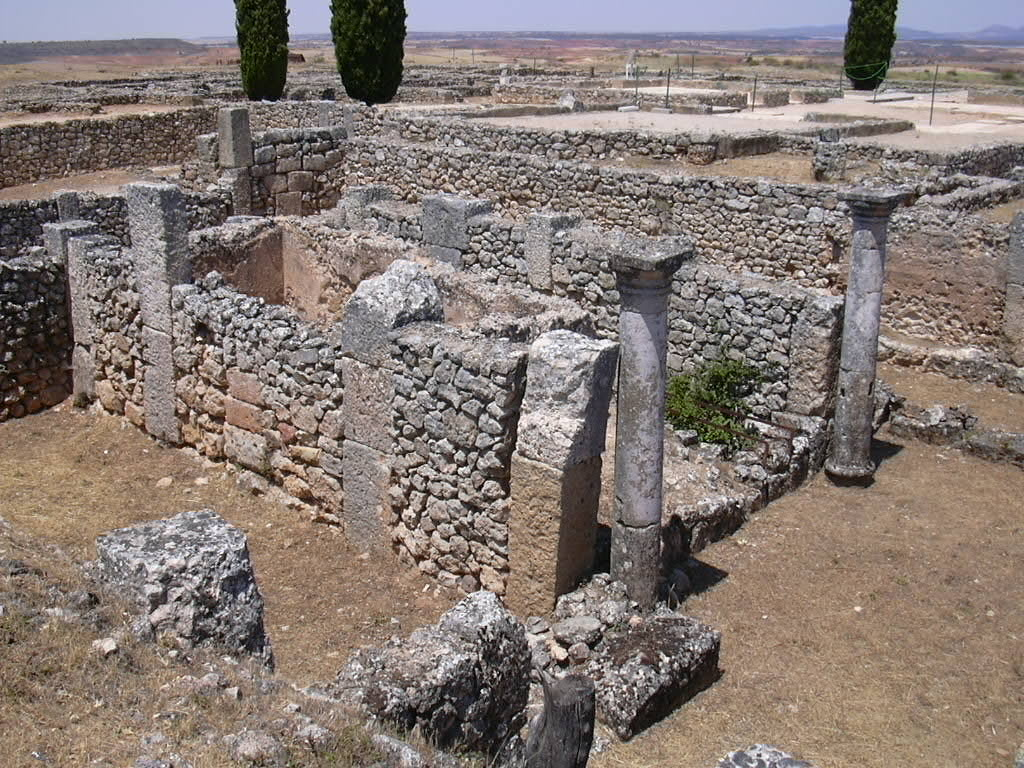
Ruïnes de Clunia

La Colonia Clunia Sulpicia és una ciutat romana situada a l'Alto de Castro, a més de 1.000 msnm, entre els municipis de Coruña del Conde i Peñalba de Castro, al Sud de la província de Burgos (Castella i Lleó). Fou una de les ciutats romanes més importants de la meitat nord d'Hispània i fou la capital d'un conventus a la província Hispania Citerior Tarraconensis, l'anomenat Conventus Cluniensis. La ciutat era situada en la via que anava de Caesaraugusta (Saragossa) a Asturica Augusta (Astorga). Clunia és un topònim d'origen arevac.

## Història
Època celtibèrica

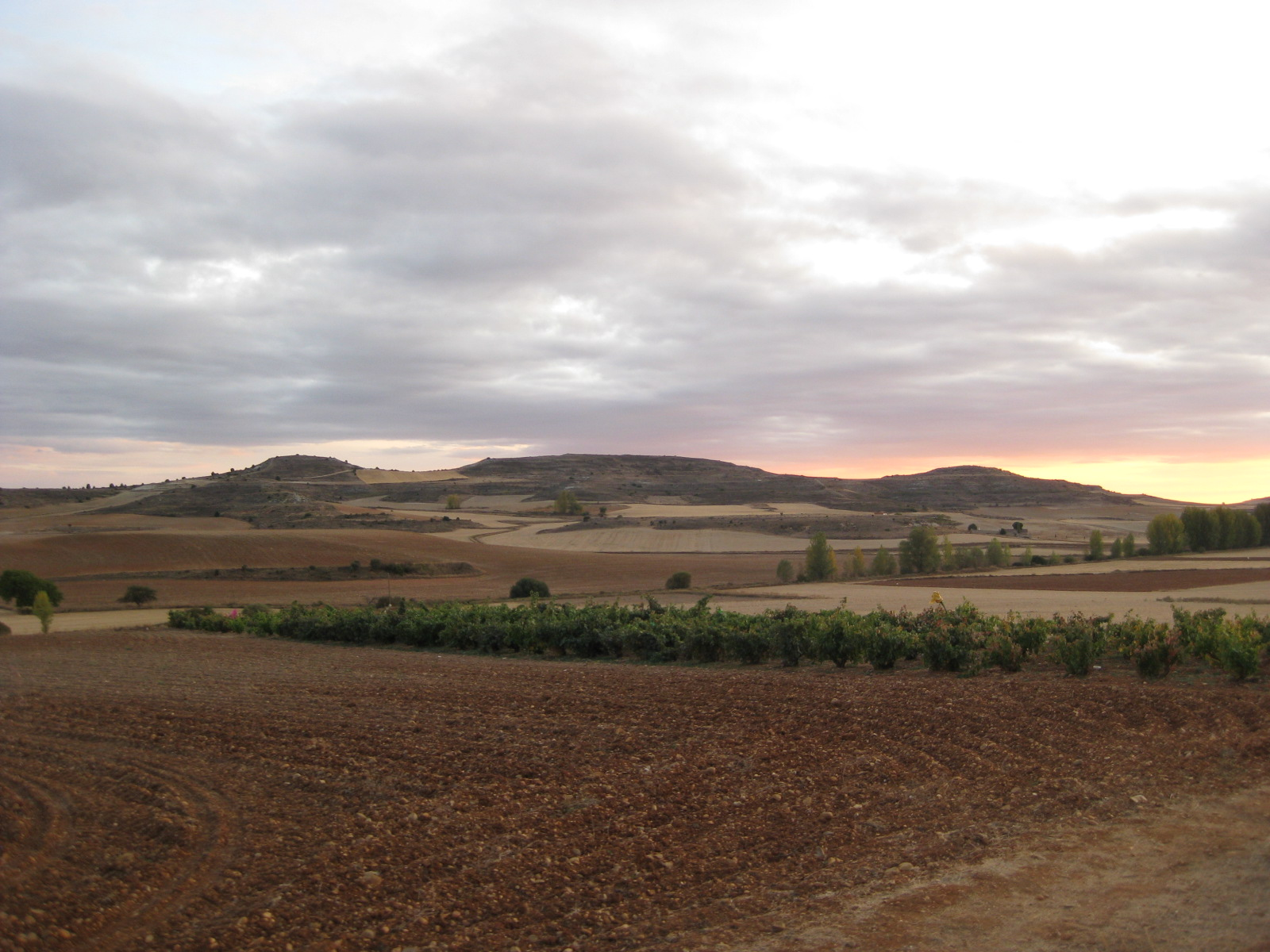
Vista dels alos Redondo, Salterio i El Cuerno, llocs on se suposa que es va assentar Clunia celtibera, situats al terme de Quintanarraya.

La ciutat de Clunia es va fundar en un turó a poca distància d'un assentament celtiber anominat Cluniaco o Kolounioukou, pertanyent als arevacs, una tribu prerromana que pertanyia a la família dels celtibers.
La fundació Júlia-Clàudia

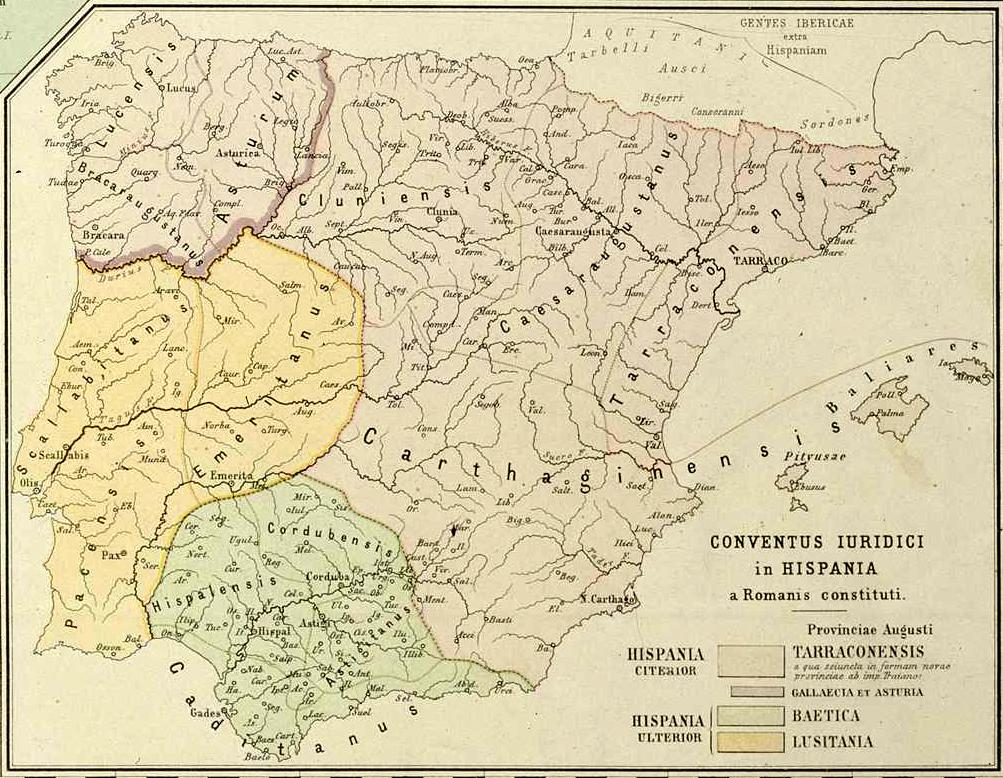
Divisió administrativa a l'època romana, amb Clunia enclavada al Conventus Cluniacensis.

A Clunia, el polític i militar romà Quint Sertori va resistir durant 20 anys els atacs de Pompeu, qui va destruir el que existia de la ciutat l'any 72 aC.
Anys més tard, la ciutat es va fundar ex novo en l'època de l'emperador Tiberi, dins de la província Hispània Citerior Tarraconensis. Primer se li va concedir el rang de municipium, i va emetre moneda fraccionària, asos i dupondis, en les quals apareixen els quattuorviri locals, que van ser encarregats de la seva encunyació.
En algun moment entre els imperis de Tiberi i de Claudi I, es va convertir en seu d'un dels Legati Iuridici de la província Tarraconensis, convertint-se en capital del conventus iuridicus Cluniensium.
Clunia i l'emperador Galba
Clunia va adquirir el rang de colònia romana i l'epítet de Sulpicia després d'autoproclamar-s'hi emperador el general Sulpici Galba, qui s'hi va aixoplugar durant la revolució antineroniana; allí va tenir notícia de la mort de Neró i que havia estat escollit emperador (per això alguns tractadistes afegeixen l'epítet de Galba al nom de la ciutat). La cristal·lització del status de colònia es va haver de l'emperador Vespasià. En els dies de Servi Sulpici Galba, Clunia va ser la capital de l'Imperi.
Clunia com a centre administratiu
L'esplendor de la ciutat romana de Clunia es va estendre durant els segles I i II de nostra era, igual que altres ciutats de la Meseta Nord d'Hispània com Asturica Augusta o Iuliobriga, situades a les províncies de Lleó i Cantàbria, respectivament.
El final de la ciutat
Al llarg del segle iii es produeix una despoblació gradual del nucli urbà, en relació amb la crisi del segle iii i la incipient caiguda de l'Imperi Romà d'Occident. Resulta evident l'existència d'incursions bàrbares a Clunia. De fet, està constatat que, a la fi del segle iii, la ciutat va ser incendiada per pobles bàrbars, en concret, pels franco-alemanys. Això va contribuir a la inexorable decadència de la ciutat. No obstant això, no sembla que es donés una destrucció violenta i generalitzada, en tot cas preludiava el final de la influència cultural romana a la ciutat de Clunia i el seu entorn.
En plena conquesta de la Hispània visigoda per part dels musulmans, la ciutat i el seu entorn va ser conquistada per les tropes del general amazic Tàriq ibn Ziyad cap a l'any 713. Més tard, els cristians la van repoblar en 912, emplaçant la seva ciutat en el lloc que ocupa actualment Coruña del Conde, localitat on poden contemplar-se bastants restes romanes procedents de la ciutat de Clunia.
Amb posterioritat, es va construir la població de Peñalba de Castro que va rebre l'altiplà de l'enclavament de Clunia a canvi d'aigua en una època on el valor de l'aigua era major que les poques restes encara no enterrades que quedaven de l'abandonada ciutat romana.

## Història de la investigació arqueològica

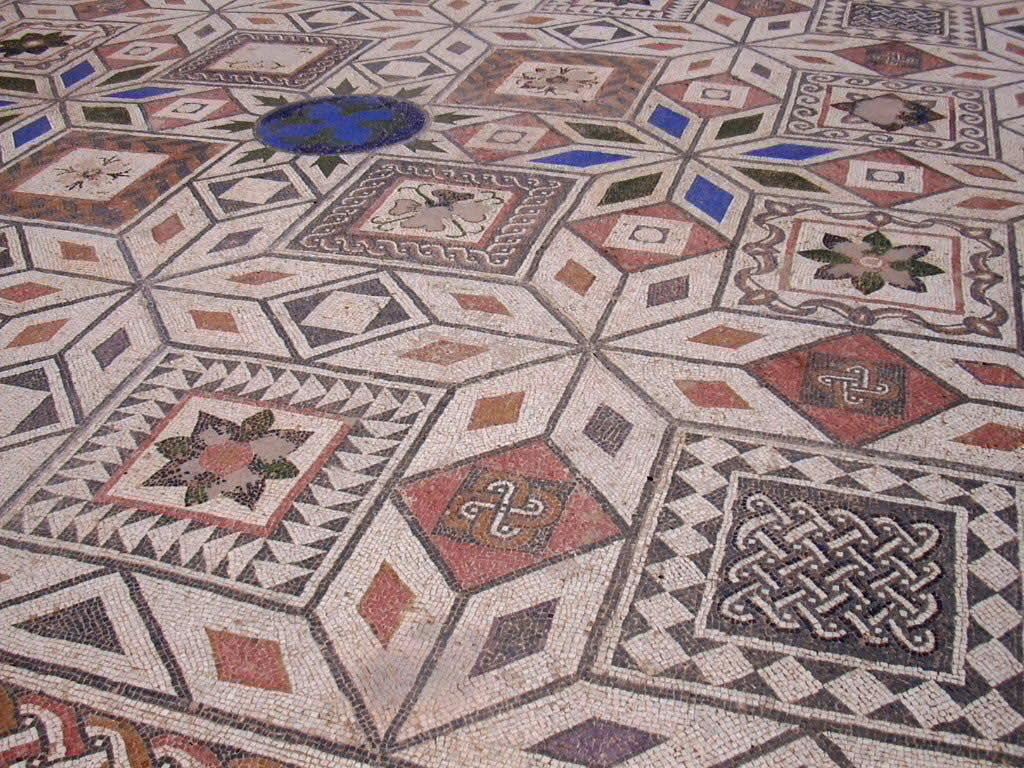
Mosaic de la domus del fòrum de la ciutat de Clunia.

Tot i que les ruïnes de Clunia han cridat l'atenció dels investigadors des del segle xvi, no s'han produït excavacions sistemàtiques fins al segle xx.
Des de l'edat mitjana, Clunia ha servit com a pedrera de blocs de pedra i elements decoratius per a construccions, tant nobles, com per exemple el castell de Coruña del Conde, com per a habitatges dels pobles propers. A causa d'això, les ruïnes de la ciutat han sofert lentament el saqueig, i cada vegada que es duien a terme excavacions l'espoliació les seguia. En 1788, el canonge Juan Loperráez va publicar un plànol de les ruïnes en el qual encara apareixien el traçat de carrers i places, amb els seus murs i columnes, i les restes de muralles.
L'excavació de forma sistemàtica va començar en 1915 i 1916, sota la direcció de Ignacio Calvo y Sánchez, que va publicar una Memòria Oficial dels treballs. Va excavar a les millors zones de la ciutat trobant-hi bon nombre de restes, i després de les seves investigacions va donar per esgotat el jaciment i el va abandonar. Els blocs que va descobrir van ser trets de les ruïnes per camperols, donant lloc a una nova destrucció de la ciutat.
Aquests fets van acabar amb l'arribada de Blas Taracena Aguirre, que va dur a terme l'excavació de l'anomenat "el gran palau" i que avui es coneix com a "casa número 1" o "casa Taracena". La seva troballa va ser suficientment important i des de llavors, 1931-34, les ruïnes van començar a prendre rellevància. La seva protecció va quedar fixada en declarar-se Monument Nacional amb un guarda que evitaria els saquejos. La interrupció de les investigacions a causa de la Guerra Civil i a la mort, en 1951, de Blas Taracena, van deixar els treballs interromputs fins a la seva represa en 1958 pel professor Pere de Palol i Salellas, continuant fins avui sota la direcció de diversos equips.

## Restes arqueològiques
Clunia constitueix un enclavament arqueològic d'excepcional interès en el conjunt de la península Ibèrica. Aquest interès ve determinat per la seva morfologia urbana i per la seqüència cultural de les troballes que proporciona. A més, les seves ruïnes són de les més representatives de totes les que s'han trobat d'època romana en el Nord de la península Ibèrica.
Les excavacions arqueològiques en el jaciment van començar en 1915. Els treballs es van reprendre en 1931 i 1958, traient a la llum el passat gloriós d'una de les ciutats principals d'Hispània l'extensió de les quals –si s'ha de jutjar pels treballs d'excavació arqueològica– rondava les 120 hectàrees el que fa d'ella una de les ciutats de major grandària de tota la Hispània romana. Les excavacions van permetre descobrir –després de segles d'ocultació– un teatre excavat en la roca, diverses domus amb mosaics, carrers, restes de les edificacions del fòrum i una gran claveguera, així com importants troballes escultòriques, com una efígie d'Isis i un tors de Dionís, que es conserven al Museu Arqueològic Nacional de Madrid i al de Burgos, a més d'una gran quantitat de monedes, restes epigràfics, ceràmica romana com la terra sigillata, vidres, objectes de bronze, etc.